# مرد صحرا
مرد صحرا فیلمی به کارگردانی و نویسندگی سیروس جراح زاده محصول سال ۱۳۴۷ است.

## بازیگران
- خلیل عقاب
- رضوان
- سیمین غفاری
- علی آزاد
- اکبر هاشمی
- رفیع
- محسن آراسته
- جواد تقدسی